# Пламен Ставрев
Пламен Ставрев е български певец, музикант, композитор и бард с нисък, дрезгав глас.

## Биография
Пламен Ставрев е роден в Бургас. Завършил е английска филология в Софийския държавен университет. Работил е и като преводач, но става известен като китарист, изпълнител и автор на песни. Първите си песни записва в Българско национално радио в края на 70-те години в дует с Димитър Радев Вълчев. През 90-те е познат като един от известните български бардове. В продължение на няколко години участва и в организацията на „Блус фест“ в града.
Има издадени три албума, а през 2001 г. взима първа награда и наградата на публиката на конкурса „Бургас и морето“ за песента „Лятото“ на Гриша Трифонов и Иван Вълев.
Певецът почива внезапно вечерта на 15 декември 2011 година от инфаркт.

## Албуми
- Негър в Алабама (1993)
- Спомен за любов (2004)
- Сиамски близнак (2005)
- № 9 (2007)